# Leonardo Trissino

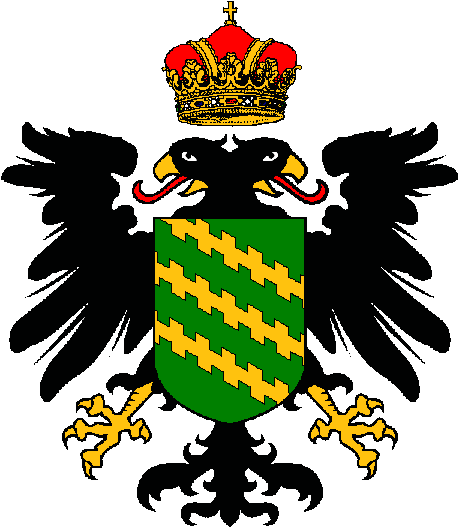
Stemma della famiglia Trissino

Leonardo Trissino (pronuncia Trìssino, /ˈtrissino/) (Vicenza, 1467 – Venezia, 3 febbraio 1511) è stato un avventuriero italiano.

## Biografia
Leonardo Trissino nacque nel 1467 a Vicenza da Bartolomeo, membro di una delle famiglie più in vista della città. Poco si sa della sua infanzia e adolescenza, fino a che nel 1493 sposò Tommasina, figlia del conte Trento.
Di carattere irascibile e irruento, accumula diversi debiti del cui pagamento incarica il suocero. Questi prenderà le risorse necessarie dall'amministrazione dei beni di Leonardo, finché la vicenda sfociò nel litigio tra i due uomini.
Nel 1495 Leonardo si rese autore di un omicidio in città e a quel punto non gli restò che la fuga per evitare il peggio. Si rifugiò a Trento dove conobbe il principe Paolo di Liechtenstein, che lo introdusse presso la corte dell'imperatore Massimiliano I d'Asburgo.
Leonardo si fece notare dall'Imperatore per le sue doti di valente cacciatore e tra i due nacque un'amicizia.
Nel 1509, nell'ambito degli avvenimenti inerenti alla guerra della Lega di Cambrai iniziata l'anno precedente, Leonardo mise insieme un piccolo esercito personale, di cento pedoni e dieci cavalieri, e realizzò l'impresa che gli diede notorietà: senza colpo ferire entrò nel territorio della Serenissima Repubblica di Venezia e prese, una dopo l'altra, le città di Schio, Vicenza e Verona, occupandole in nome di Massimiliano, fino ad arrivare il 6 giugno a Padova.
Leonardo scelse quest'ultima città per installare la propria corte, dove iniziò a vivere riccamente e ad assegnare feudi, titoli e incarichi in nome dell'Imperatore, conquistandosi così, almeno per un breve periodo, l'appoggio di una parte della nobiltà. I rapporti coi Veneziani erano molto tesi, essendo Padova un importante crocevia nella pianura alle spalle di Venezia, quindi la reazione non si fece attendere.
La sera del 16 luglio 1509 il Provveditore della Serenissima, Andrea Gritti, arrivò da Treviso con un contingente di stradiotti alle porte di Padova. I soldati veneziani finsero di dover consegnare dei carri di frumento per convincere le guardie ad aprire le porte. Approfittando della situazione la cavalleria veneziana irruppe in città, sgominando i lanzichenecchi e costringendoli a riparare all'interno del castello di Padova, mentre la popolazione tornava a sventolare il vessillo col Leone di San Marco. La mattina seguente la città venne interamente occupata dai Veneziani e le case di chi aveva appoggiato gli Imperiali vennero saccheggiate. Il 18 luglio Leonardo Trissino fu arrestato e portato prigioniero a Venezia.
Leonardo Trissino morì di stenti nelle prigioni della Serenissima il 3 febbraio 1511.